# Figulus tumidimentum
Figulus tumidimentum es una especie de coleóptero de la familia Lucanidae.

## Distribución geográfica
Habita en Tamil Nadu (India).